# Börse Danzig

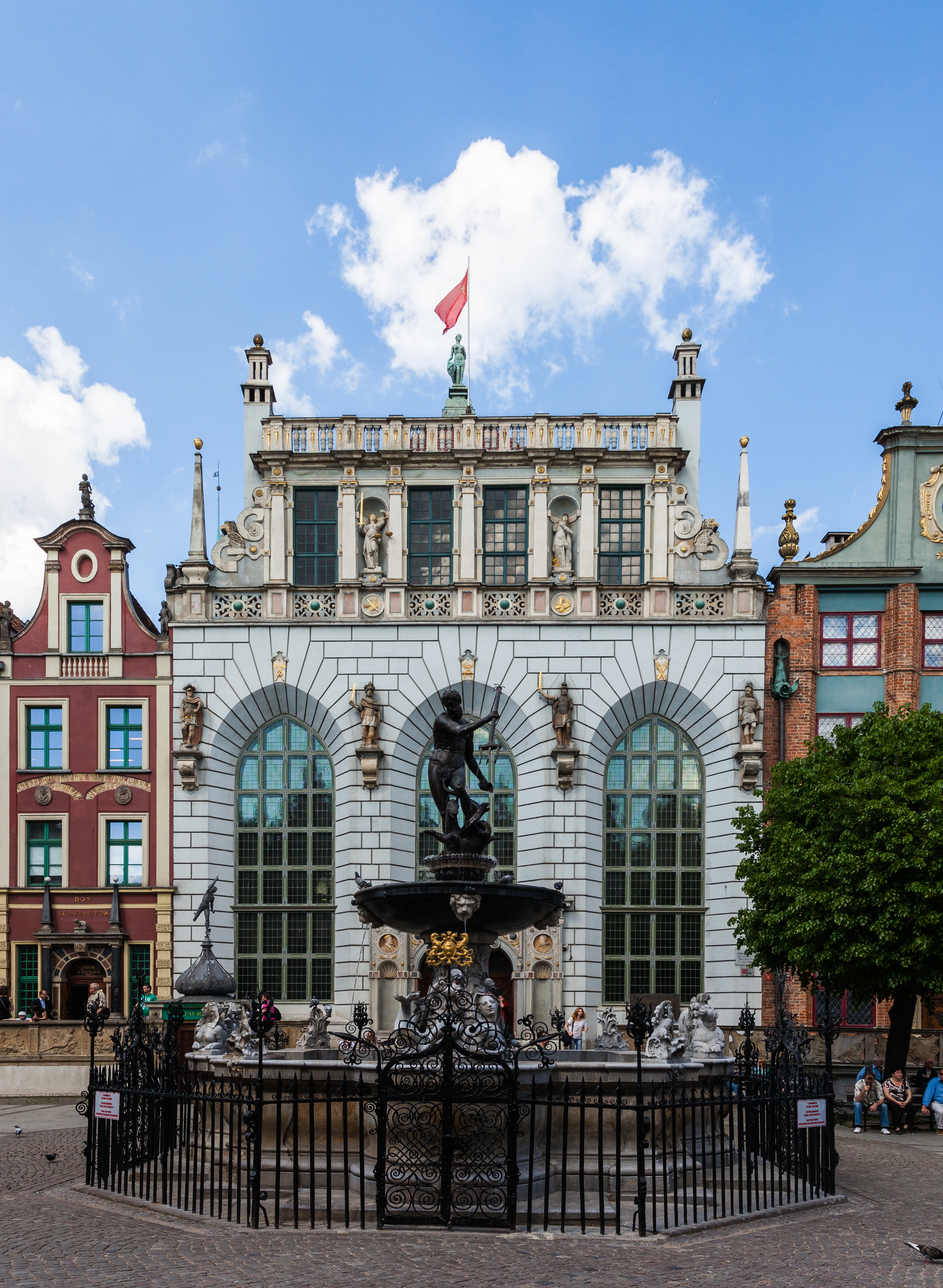
Artushof, Sitz der Börse Danzig

Die Börse Danzig war die Börse in Danzig und ihre Bedeutung nahm im Laufe der Jahre ab.

## Geschichte
Seit dem 16. Jahrhundert erfolgte der Warenhandel der Danziger Händler auf dem Langenmarkt vor dem Artushof in Danzig. Pläne, auf dem Platz eine überdachte Börse zu errichten, sind aus den Jahren 1596 und 1676 dokumentiert, sie wurden jedoch nicht umgesetzt. Am 31. Oktober 1742 genehmigte der Rat der Stadt den Antrag von 88 Firmen, den Artushof als Börse einzurichten. Bis zum Ersten Weltkrieg handelte es sich nahezu um eine reine Warenbörse. Gehandelt wurden vor allem Getreide, Futtermittel, Hülsenfrüchte, Holz und Zucker. Einzelne Quellen sprechen von einem (geringen) Wechselgeschäft.
1822 wurde durch königliches Patent die Korporation der Kaufmannschaft, die spätere Handelskammer Danzig gegründet. Ihre Aufgabe war es unter anderem, die Börsenordnung zu erlassen und die Börsenaufsicht wahrzunehmen.
Mit der Bildung der Freien Stadt Danzig durch die Siegermächte des Ersten Weltkriegs ergaben sich Einschränkungen des Kapitalverkehrs aus Danzig.
Die Danziger Börse fand von Montag bis Freitag von 13 bis 14 Uhr und sonnabends (außer im Juli und August) von 12 bis 13 Uhr statt. Gehandelt wurden Devisen und einige Wertpapiere wie Danziger Stadtanleihen und Pfandbriefe der Danziger Hypothekenbank sowie Aktien der Danziger Privat-Actien-Bank, der Bank von Danzig, der Danziger Hypothekenbank und der Danziger Bank für Handel und Gewerbe.
Im Freistaat Danzig gab es (außer für Devisengeschäfte) eine Börsenumsatzsteuer. Es galten die Deutsche Wechselordnung, das Deutsche Scheckgesetz und das Deutsche Wechselstempelgesetz.